# Tonnant-Klasse (1681)
Die Tonnant-Klasse war eine Klasse von zwei 70-Kanonen-Linienschiffen 2. Ranges der französischen Marine, die von 1682 bis 1692 in Dienst standen.

## Allgemeines
Die Klasse wurde von dem Marinearchtekten Laurent Hubac entworfen. Es handelte sich dabei um die letzten französischen Dreidecker Zweiter Klasse.

## Einheiten
| Name    | Bauwerft         | Kiellegung | Stapellauf  | Indienststellung | Verbleib                                                    |
| ------- | ---------------- | ---------- | ----------- | ---------------- | ----------------------------------------------------------- |
| Tonnant | Arsenal de Brest | Mai 1680   | August 1681 | 1682             | Am 29. Mai 1692 bei der Seeschlacht von La Hougue verbrannt |
| Fier    | Arsenal de Brest | Mai 1681   | 1682        | Juni 1684        | Am 29. Mai 1692 bei der Seeschlacht von La Hougue verbrannt |

## Technische Beschreibung
Die Klasse war als Batterieschiff mit nominell drei durchgehenden Geschützdecks konzipiert und hatte eine Länge auf diesen von 47,10 Metern, eine Breite von 12,67 Metern und einen Tiefgang von 5,85 Metern bei einer Verdrängung von 1.350 Tonnen. Sie waren Rahsegler mit drei Masten (Fockmast, Großmast und Kreuzmast). Der Rumpf schloss im Heckbereich mit einem Heckspiegel, in den Galerien integriert waren, die in die seitlich angebrachten Seitengalerien mündeten.
Die Besatzung hatte im Frieden eine Stärke von 499 Mann (9 Offiziere und 490 Unteroffiziere bzw. Mannschaften). Die Bewaffnung der Klasse bestand bei Indienststellung aus 70, später 76 Kanonen.
|        | Unteres Batteriedeck            | Mittleres Batteriedeck          | Oberes Batteriedeck | Poopdeck      | Kanonen (Geschossgewicht) |
| ------ | ------------------------------- | ------------------------------- | ------------------- | ------------- | ------------------------- |
| Design | 12 × 24-Pfünder 14 × 18-Pfünder | 14 × 18-Pfünder 12 × 12-Pfünder | 18 × 8-Pfünder      | -             | 70 Kanonen (264,33 kg)    |
| 1688   | 12 × 24-Pfünder 14 × 18-Pfünder | 14 × 18-Pfünder 12 × 12-Pfünder | 18 × 8-Pfünder      | 4 × 4-Pfünder | 74 Kanonen (268,25 kg)    |
| 1691   | 12 × 24-Pfünder 14 × 18-Pfünder | 14 × 18-Pfünder 12 × 12-Pfünder | 18 × 8-Pfünder      | 6 × 4-Pfünder | 76 Kanonen                |